# Christian Fourcade
Pour les articles homonymes, voir Fourcade.
Christian Pierre Roger Fourcade est un acteur français né le 22 avril 1942 à Vincennes (Val-de-Marne).

## Biographie
Christian Fourcade débute à la radio à l'âge de 3 ans comme chanteur dans "Bonjour Dimanche" avec Jean Nohain.
En 1953, Christian Fourcade joue aux côtés de Bing Crosby dans le film américain Le Petit Garçon perdu (Little Boy Lost). Dans ce film, il interprète une chanson de Charles Humel, Le Petit Amiral, et il a chanté Le Tapis volant. Il a également enregistré d'autres chansons de cet auteur-compositeur aveugle.

## Filmographie
- 1949 : La Maternelle de Henri Diamant-Berger - Dédé
- 1949 : L'Inconnue n°13 de Jean-Paul Paulin - Jean Carrousel
- 1950 : La Marie du port de Marcel Carné : Hubert
- 1951 : Caroline chérie de Richard Pottier : non crédité
- 1952 : Brelan d'as, film à sketches d'Henri Verneuil, épisode Les Témoignages d'un enfant de chœur
- 1952 : La Jeune Folle d'Yves Allégret : Un enfant
- 1952 : Suivez cet homme de Georges Lampin : Le petit Jacky
- 1953 : Le Petit Garçon perdu (Little Boy Lost) de George Seaton : Jean, le petit garçon
- 1953 : Le Petit Jacques de Robert Bibal : Le Petit Jacques Rambert
- 1953 : Les Compagnes de la nuit de Ralph Habib : Jackie Viterbo
- 1954 : Crainquebille de Ralph Habib : la Puce
- 1954 : Gamin de Paris de Georges Jaffé
- 1954 : La rafle est pour ce soir de Maurice Dekobra : Simon
- 1955 : Napoléon de Sacha Guitry : Bonaparte, enfant
- 1955 : Le Dossier noir d'André Cayatte : Alain Le Guenn
- 1957 : Fric-frac en dentelles de Guillaume Radot
- 1957 : Bonjour jeunesse de Maurice Cam
- 1958 : Échec au porteur de Gilles Grangier : Jules
- 1958 : Les Misérables de Jean-Paul Le Chanois : Gervais, le petit savoyard
- 1958 : Sans famille d'André Michel : Jimmy Driscoll
- 1959 : En votre âme et conscience :  L'Affaire Troppmann ou "les Ruines de Herrenfluh" de Claude Barma
- 1960 : Le Capitan d'André Hunebelle : Louis XIII
- 1961 : Par-dessus le mur de Jean-Paul Le Chanois : Jacques
- 1965 : Merlusse de Georges Folgoas: Galubert

## Théâtre
- 1952 : Quarante et quatre de Jean Davray, mise en scène Raymond Rouleau, Théâtre Michel

## Discographie
- Entre 1949 et 1957 diverses chansons enfantines enregistrées en 78 tours ou 45 tours sur différents labels (Mon Disque - Odéon - RCA) . Son premier disque est :
- Je voudrais être aviateur - Refrain de vacances - Roquet et Minet[3]
- Le rôle de Eric Jansen (Prince Eric) dans Le bracelet de vermeil[4],[5],
- Le rôle de Jim dans L’Ile au Trésor[6]
- Christian Fourcade chante Jacques Esterel[7]